# Jared Schuurmans
Jared Schuurmans (20. kolovoza 1987. - ) je američki atletičar i bacač diska, osvajač srebrnog odličja na Panameričkim igrama 2014. u Mexico Cityu i osvajač Američkog državnog prvenstva u atletici 2015. godine. Za SAD je nastupio na Svjetskom prvenstvu u atletici 2015. u Pekingu, gdje je u kvalifikacijama bacio 57,74 metara, čime je zauzeo 29. mjesto koje nije vodilo u završnicu natjecanja.